# Katarína Cibulková
Katarína Cibulková (ur. 14 stycznia 1962) – słowacka prawniczka i polityk, posłanka do Rady Narodowej od 2006 do 2012.

## Życiorys
Ukończyła studia prawnicze na Uniwersytecie Komeńskiego w Bratysławie. Pracowała w różnych zawodach prawniczych, m.in. w kancelarii notarialnej. W 1996 rozpoczęła prywatną praktykę adwokacką w ramach własnej kancelarii.
W 2006 uzyskała mandat posłanki do Rady Narodowej z ramienia Słowackiej Unii Chrześcijańskiej i Demokratycznej – Partii Demokratycznej. W 2010 z powodzeniem ubiegała się o reelekcję. Dwa lata później nie obroniła mandatu. W ramach SDKÚ-DS obejmowała funkcje przewodniczącej sądu partyjnego oraz organizacji kobiecej w kraju trnawskim.
Matka tenisistki Dominiki Cibulkovej.